# Karl Regenspursky von Régeny
Karl Regenspursky von Régeny (* 7. März 1850 in Wien-Hernals; † 2. April 1904 in Budweis) war k.u.k Generalmajor und Militärschriftsteller.

## Leben
Er war der Sohn eines Landgerichtsrates, wurde in der Kadettenschule in Marburg an der Drau und dann in der Theresianischen Militärakademie ausgebildet. Am 1. September 1868 wurde er als Leutnant in das Infanterie-Regiment Nr. 8 versetzt. Anschließend besuchte er von 1873 bis 1875 die Kriegsschule mit viel Erfolg. Infolgedessen wurde er außer der Tour zum Oberleutnant befördert und in den Generalstab versetzt. Dort wurde er 1877 zum Hauptmann befördert. Er blieb im Generalstab bis 1885. In der Zeit bereiste er mehrfach den Balkan und begleitete die Bekämpfung von örtlichen Aufständen. Dafür erhielt er das Militär-Verdienstkreuz mit Kriegsdekoration.
Am 1. Mai 1885 wurde er als Hauptmann in das Infanterie-Regiment Nr. 59 versetzt. Von dort kam er 1887 als Bataillonskommandeur in Landesschützen-Bataillon Pustertal Nr. 6 der k.k. Landwehr. Anschließend kam er als Landwehrkommando-Adjutant nach Josefstadt. 1888 wurde er zum Major befördert und wurde Kommandeur des Landwehrbataillon Nr. 1 in Wien. Außerdem wurde er Lehrer für Taktik und Strategie der Landwehr-Stabsoffiziere. 1891 wurde er außer der Tour zum Oberstleutnant befördert, 1892 wurde er in das k.k. Infanterie-Regiment Nr. 91 versetzt. Dort wurde er 1894 Oberst und kam 1895 als Kommandeur in das Infanterie-Regiment Nr. 43, 1900 wurde er als Generalmajor in die 38. Infanterie-Division nach Budweis versetzt. Im gleichen Jahr wurde er als Regenspursky von Régeny nobilitiert.
Regenspursky heiratete 1892 Angelina Hamsohn. Das Paar hatte wenigstens eine Tochter.

### Werke
- 1878, Vorträge über den Russisch-Türkischen Krieg im Jahre 1877, Digitalisat
- 1890, Behelf zum taktischen Studien des Exercier-Reglements für die k. u. k. Fußtruppen
- 1892, Studien über den taktischen Inhalt des Exercier-Reglements für die k. u. k. Fusstruppen
- 1895, Die Kämpfe bei Slivnica am 17., 18. und 19. 11. 1885, Digitalisat
- 1898, Taktische Gespräche zweier Infanteristen, 2 Bände,  Band 1
- Die taktischen Lehren des Exercier-Reglements für die k. u. k. Fußtruppen vom Jahre 1901-1904, 1893